# Michael Ruse
Michael Escott Ruse (Birmingham, 21 giugno 1940 – 1º novembre 2024) è stato un filosofo britannico.

## Biografia
Le sue aree di specializzazione furono la filosofia della biologia e l'interazione tra scienza e religione.
Autore prolifico, pubblicò diversi libri e articoli per prestigiose case editrici universitarie. Fondò la rivista Biology and Philosophy.
Fu professore di filosofia presso la Florida State University. Fu particolarmente noto per il suo ruolo nel dibattito tra creazionismo ed evoluzione darwiniana negli Stati Uniti. Si definiva ateo e agnostico.

## Opere
- The Darwinian revolution (1979) ISBN 0-226-73164-2
- Is science sexist? and other problems in the biomedical sciences (1981) ISBN 90-277-1250-6
- Darwinism defended, a guide to the evolution controversies (1982) ISBN 0-201-06273-9
- Sociobiology, sense or nonsense? (1st ed. 1979, 2nd ed. 1985) ISBN 90-277-1798-2
- Taking Darwin seriously: a naturalistic approach to philosophy (1986) ISBN 0-631-13542-1
- Homosexuality: A Philosophical Inquiry (1988) ISBN 0-631-17553-9
- The Philosophy of biology today (1988) ISBN 0-88706-911-8
- The Darwinian paradigm: essays on its history, philosophy and religious implications (1989) ISBN 0-415-08951-4
- Evolution: The First Four Billion Years. (edited with Michael Travis) (2009) ISBN 978-0-674-03175-3
- Evolutionary naturalism: selected essays (1995) ISBN 0-415-08997-2
- Monad to man: the concept of progress in evolutionary biology (1996) ISBN 0-674-58220-9
- But is it science? the philosophical question in the creation/evolution controversy (1996) (ed.) ISBN 0-87975-439-7
- Mystery of mysteries: is evolution a social construction? (1999) ISBN 0-674-00543-0
- Biology and the foundation of ethics (1999) ISBN 0-521-55923-5
- Can a Darwinian be a Christian? the relationship between science and religion (2001) ISBN 0-521-63716-3
- The evolution wars: a guide to the debates (2003) ISBN 1-57607-185-5
- Darwin and Design: Does evolution have a purpose? (2003) ISBN 0-674-01631-9
- Darwinian Heresies (edited with Abigail Lustig and Robert J. Richards) (2004) ISBN 0521815169
- The Evolution-Creation Struggle (2005) ISBN 0-674-01687-4
- Darwinism and its Discontents (2006) ISBN 0-521-82947-X
- Cambridge Companion to the Origin of Species (edited with Robert J. Richards) (2008) ISBN 978-0-521-87079-5
- Philosophy after Darwin (2009) ISBN 0-691-13553-3
- Defining Darwin: Essays on the History and Philosophy of Evolutionary Biology (2009) ISBN 1-59102-725-X
- Science and Spirituality: Making room for faith in the age of science (2010) ISBN 0-521-75594-8
- The Philosophy of Human Evolution (2012) ISBN 0-521-11793-3
- The Gaia Hypothesis: Science on a Pagan Planet (2013) ISBN 978-0226731704
- Atheism: What Everyone Needs to Know (2015) ISBN 0-199-33458-7